# Morti nel 2010
| Questa pagina contiene informazioni ricavate automaticamente dalle voci biografiche con l'ausilio del template Bio e di un bot. L'aggiornamento è periodico e automatico e ricostruisce completamente la pagina. Se manca una persona in questa lista, sei pregato di non aggiungerla, ma accertati piuttosto che la sua voce biografica contenga il template Bio e che i dati anagrafici siano correttamente compilati. Se il template Bio manca, inseriscilo tu stesso o, in alternativa, metti l'avviso {{tmp\|Bio}} che ne segnala la mancanza. Se i dati riportati sono sbagliati, correggi direttamente la voce biografica; le modifiche saranno visibili in questa lista entro pochi giorni. Per chiarimenti vedi il progetto biografie. La lista contiene solo le 1.944 persone che sono citate nell'enciclopedia e per le quali è stato implementato correttamente il template Bio. Pagina aggiornata al 18 ago 2025. |

## Senza giorno specificato(35)
- Francesco Allera Longo, politico italiano (n. 1937)
- Silvio F. Balbuena, regista e sceneggiatore spagnolo (n. 1930)
- Mihai Bercus, cestista, allenatore di pallacanestro e arbitro di pallacanestro rumeno (n. 1915)
- Giovanni Bonomo, mafioso italiano (n. 1935)
- Bruno Camolese, calciatore italiano (n. 1914)
- Antonio Carena, pittore italiano (n. 1925)
- Guido Daurù, intagliatore italiano (n. 1926)
- Eyvindur P. Eiríksson, scrittore islandese (n. 1935)
- Mario Ferrara, tenore italiano (n. 1929)
- Ziba Ganieva, militare sovietica (n. 1923)
- Nedim Hoşgör, cestista turco
- Erwin Klumpp, pallanuotista svizzero (n. 1921)
- Erwin Kreuz, tedesco (n. 1927)
- Dīmītrīs Lekkas, cestista greco
- James Lister, cestista statunitense (n. 1951)
- Francisco López Estrada, filologo spagnolo (n. 1918)
- Laura Malvano, storica dell'arte italiana (n. 1931)
- Patricia McCluskey, attivista britannica (n. 1914)
- Antonio Maria Michetti, ingegnere italiano (n. 1927)
- Emil Mihajlov, cestista bulgaro (n. 1943)
- Fabrizio Mori, etnografo e archeologo italiano (n. 1925)
- Giampiero Mosconi, medico e psicologo italiano (n. 1921)
- Miloš Nebuchla, cestista cecoslovacco
- Evgenij Nikitin, cestista sovietico (n. 1929)
- Armando Ortolano, calciatore italiano (n. 1921)
- Mario Pinzauti, regista e sceneggiatore italiano (n. 1930)
- Piero Polito, poeta, critico letterario e scrittore italiano (n. 1925)
- Mario Robaudi, scultore, pittore e docente italiano (n. 1933)
- Hiroshi Saeki, calciatore giapponese (n. 1936)
- Livio Schiozzi, pittore, scultore e grafico italiano (n. 1943)
- Ilona Stefancsik, cestista ungherese (n. 1943)
- Desmond Thompson, calciatore inglese (n. 1928)
- Lorenzo Vecchiutti, multiplista italiano (n. 1923)
- Len Wills, calciatore inglese (n. 1927)
- Aurel Zahan, pallanuotista rumeno (n. 1938)